# Callicarpa takakumensis
Callicarpa takakumensis là một loài thực vật có hoa trong họ Hoa môi. Loài này được Hatus. mô tả khoa học đầu tiên năm 1949.